# Markovo
Markovo je naselje v Občini Kamnik. Markovo se v starih listinah prvič omenja leta 1257 . Od Kamnika je oddaljen 4,5 km.
Vas naj bi nastalo v obdobju mlajše kolonizacije od 13. stoletja dalje. V letu, kjer se prvič omenja je vojvoda Ulrik III. Španhajmski podaril samostanu v Gornjem Gradu osem kmetij, in to tri v kraju "Spizholz" in pet v "Markowem". Kamniški Špital je leta 1291 jemal destino od dveh kmetij v Markovem, ki sta jih imela v lasti Malac in Voso.
Ljudska pripoved: "Nekoč so bile v Markovem štiri kmetije z imeni po gopodarjih: Miha, Tomaž, Tomo in Klemen.Po njih so nastala hišna imena, ki jih poznamo še danes - pri Mihovcu, pri Tomaževcu, pri Tomanu in pri Klemencu."
Ostale kmetije so bile v vasi manjše ali pa so nastale pozneje. Tu priteče Markovski potok v Nevljico. Nadmorska višina je 505 m. Leži v raztrgani vrsti od juga proti severu na slemenu zgornje tuhinjske terase nad cesto v Kavranu. Tu so dobri travniki in precej sadja.